# Flugstrom

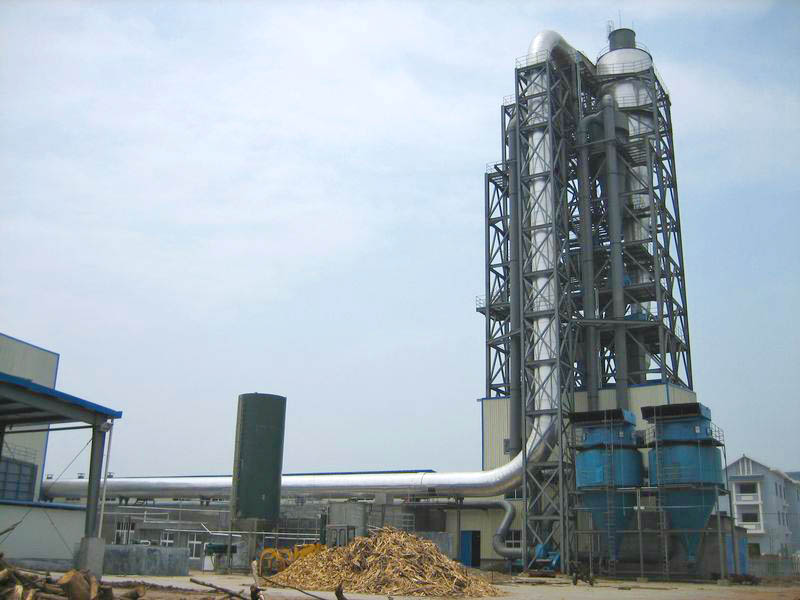
Flugstromtrockner für Holzfasern (mit nachgeschaltetem Zyklon)

Als Flugstrom wird in der Verfahrenstechnik eine Zweiphasenströmung aus einem Gas und einem Feststoff (seltener auch einer Flüssigkeit), d. h. ein strömendes Aerosol bezeichnet. Der direkte Kontakt zwischen den beiden Stoffen wird in verschiedenen technischen Prozessen genutzt, um einen besonders intensiven und schnellen Stoff- oder Wärmeaustausch zu erzielen.
- Flugstromreaktor, z. B. Flugstromvergaser
- Flugstromtrockner, z. B. Sprühtrocknung
- Flugstromfeuerung, z. B. Staubfeuerung
- Flugstromwärmetauscher, z. B. die Gegenstrom-Zyklonkaskade in einem Zementwerk

Ein Nachteil eines solchen Verfahrens kann sein, dass der Feststoff nach Abschluss des gewünschten Austausches unter Umständen wieder vom Trägermedium Gas getrennt werden muss, wofür ein zusätzliches Aggregat, z. B. ein Zyklonabscheider (siehe Bild), erforderlich ist.
Einen Grenzfall des Flugstromes stellt die Wirbelschicht dar. Hier handelt es sich um eine Zweiphasenströmung bei der das Gas in vertikaler Richtung aufsteigt, die Partikel aber durch ein Gleichgewicht aus Auftrieb und Absinken im Mittel in Schwebe bleiben. Auf diese Weise können besonders lange Verweilzeiten erreicht werden.
Ein anderer Sonderfall ist die Flugförderung als eine Art der pneumatischen Förderung von Schüttgütern. Hier dient das Gas (normalerweise Luft) nur als Träger für den Transport; es findet kein gewollter Wärme- oder Stoffübergang statt.